# Ізостазія

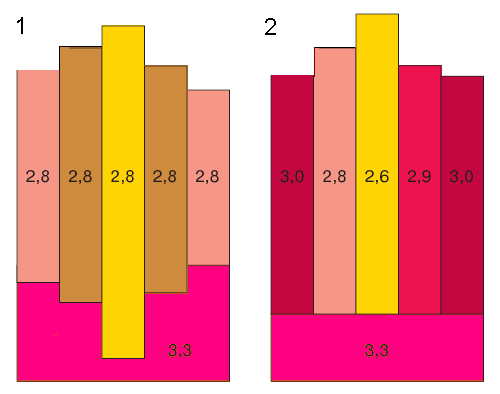
Ізостазія згідно з моделями Дж. Ери (1) та Ф. Пратта (2).

Ізостазія, або ізостатична рівновага (англ. isostasy, нім. Massenkompensation f, Isostasie f) — геологічний процес врівноваження мас гірських порід земної кори на поверхні субстрату (астеносфери). Процес полягає у тому, що окремі частини менш щільної земної кори (середня густина 2,8 г/см³) ніби плавають у пластичному підкірковому шарі (середня густина 3,3 г/см³), перебуваючи в стані гідростатичної рівноваги згідно з законом Архімеда. Збільшення ваги окремих блоків зумовлює їхнє занурення у підкорову речовину, зменшення — до підняття.

## Ізостатичні моделі рівноваги земної кори
Ізостатичні моделі були запропоновані 1855 року Джорджем Ері (англ. George Biddell Airy) та Джоном Праттом (англ. John Henry Pratt), сам термін «ізостазія» ввів у наукову літературу Клеренс Деттон (англ. Clarence Dutton) 1899 року.
- Модель Ері базується на припущенні про сталу густину земної кори. Отож для компенсації підвищень рельєфу (наприклад, гір висотою 5-7 км) підошва кристалічного фундаменту земної кори має зануритись в мантію на глибину, пропорційну висоті рельєфу. Звідси випливає, що чим вищі гори, тим на більшу глибину занурюється підошва їхнього фундаменту; глибина занурення має в декілька разів перевищувати висоту. Модель демонструє залежність рельєфу земної поверхні від маси гірських порід під нею.
- Модель Пратта. В моделі Пратта підошва земної кори плоска і компенсація підвищень рельєфу є наслідком різної густини блоків земної кори. Отож густина блоків кори, що утворюють гірські хребти, має бути нижчою від густини блоків низовин. Модель демонструє залежність рельєфу земної поверхні від густини гірських порід під нею.

## Порушення та прояв ізостазії
Через те, що поверхня літосфери постійно руйнується зовнішніми силами, а речовина змивається поверхневим стоком або ж здувається вітром, вилуговується карстовими процесами, порушується рівновага між силами тяжіння і архімедовою, виникають гравітаційні (ізостатичні) вертикальні рухи, активізується переміщення речовини (літосферний колообіг).
Тенденція до відновлення порушеної гравітаційної рівноваги зумовлює активізацію тектонічних процесів. Ізостатична компенсація досягається на глибині 100—150 км (всередині астеносфери). Ізостазія означає, що концентраціям маси (гори, масиви порід підвищеної щільності) біля поверхні Землі відповідають рівні за величиною дефекти маси на глибинах, що не перевищують рівень компенсації. Нестачам маси (западини морів, товщі пухких порід) біля поверхні Землі відповідає маса підвищеної густини на глибинах, менших від глибин компенсації. Істотна частина ізостатичної компенсації забезпечується змінами потужності земної кори.
У деяких районах частина компенсації забезпечується варіаціями густини підкіркового шару і змінами товщини літосфери. У районах з сучасними тектонічними рухами можуть існувати порушення ізостазії, що виявляються зазвичай як відмінності гравітаційного поля від поля ізостатично урівноваженої Землі (ізостатичні аномалії сили тяжіння). Ізостазія впливає на амплітуду тектонічних рухів. Ізостатична компенсація дії екзогенних процесів може в декілька разів збільшити амплітуду вертикальних рухів (наприклад, ерозія гір і заповнення міжгірських западин осадовими відкладами спричиняє додаткове підняття і опускання депресій).
Вивчення порушень ізостазії дає змогу аналізувати напруження в земній корі і літосфері та використовується для сейсмічного районування, з'ясування фізичних властивостей речовини Землі.